# Melderupites mezi
Das Fauna-Flora-Habitat-Gebiet Melderupītes meži liegt im Nordosten von Lettland unmittelbar an der Grenze zu Estland. Das etwa 2,8 km² große Schutzgebiet ist Teil des europäischen Schutzgebietsnetzes Natura 2000 und umfasst ein Moorgebiet mit kieferndominierten Moorwäldern und trockenen Nadel- und Nadelmischwäldern. Im Gebiet kommen unter anderem Auerhühner und seltene Pflanzenarten, wie das Dreilappige Peitschenmoos, die Zwerg-Birke oder die Zarte Segge vor. Der namensgebende Bach Melderupīte mündet in die Gauja.

## Schutzzweck
Folgende Lebensraumtypen nach Anhang I der FFH-Richtlinie sind für das Gebiet gemeldet:
| EU Code | * | Lebensraumtyp (offizielle Bezeichnung)                                                                                        | Fläche [ha] |
| ------- | - | --- | ----------- |
| 3260    |   | Flüsse der planaren bis montanen Stufe mit Vegetation des Ranunculion fluitantis und des Callitricho-BatrachionFennoskandiens | 0,91        |
| 7110    | * | Lebende Hochmoore | 0,4         |
| 7140    |   | Übergangs- und Schwingrasenmoore                                                                                              | 0,31        |
| 7150    |   | Torfmoor-Schlenken (Rhynchosporion)                                                                                           | 0           |
| 9010    | * | Westliche Taiga | 31,57       |
| 91D0    | * | Moorwälder | 112,03      |